# Orihime Inoue
Orihime Inoue (井上 織姫?, Inoue Orihime) è uno dei personaggi principali del manga Bleach, scritto e disegnato da Tite Kubo, e delle sue opere derivate. È una compagna di classe e amica del protagonista Ichigo Kurosaki. A causa della vicinanza ad Ichigo, una volta che il ragazzo diviene uno Shinigami, Orihime comincia a sviluppare poteri spirituali propri. Nel corso della serie, ella scopre ben presto i poteri di Ichigo e decide di accompagnarlo nel suo viaggio verso la Soul Society per liberare Rukia Kuchiki. In seguito, le sue abilità suscitano l'interessamento di Sōsuke Aizen, che la fa rapire e condurre all'Hueco Mundo, dove viene salvata da Ichigo e i suoi compagni. Oltre al manga, Orihime compare anche in altri media legati alla serie, tra cui l'anime televisivo, film animati, OAV, il musical e diversi videogiochi e light novel.
Il personaggio di Orihime venne apprezzato dal pubblico e dalla critica, piazzandosi in alto in tutti i sondaggi di popolarità della rivista Weekly Shōnen Jump come uno dei personaggi più amati della serie. Nell'adattamento anime di Bleach Orihime è doppiata da Yuki Matsuoka, mentre nell'edizione italiana di Bleach: Memories of Nobody è doppiata da Emanuela Pacotto.

## Creazione e sviluppo
Tite Kubo ha ammesso che, insieme ad Ichigo, Orihime ha il viso più difficile da disegnare tra tutti i personaggi della serie. A causa della sua importanza nel manga e delle sue frequenti apparizioni, l'autore si esercitò molto nel disegnarla, così che sarebbe stato più facile riprodurla.

## Storia
Orihime Inoue è una ragazza che frequenta la stessa scuola di Ichigo Kurosaki nella città di Karakura. Essa comincia a sviluppare capacità spirituali dopo che Ichigo ottiene poteri da Shinigami. La sua prima esperienza con il mondo spirituale è con il fratello morto, Sora Inoue, che diventa l'Hollow Acidwire e la attacca. Viene però purificato da Kurosaki, intervenuto in suo aiuto, e grazie a Rukia Kuchiki la ragazza dimentica l'accaduto Un giorno un Hollow attacca la scuola di Orihime, minacciando Tatsuki Arisawa; spinta dal desiderio di proteggere l'amica, la spilla di Orihime si trasforma in sei piccoli spiriti, chiamati Shun Shun Rikka, e con il loro potere la ragazza sconfigge il mostro. Dopo che Rukia è stata ricondotta alla Soul Society per essere giustiziata, Orihime si unisce a Ichigo, Uryū Ishida, Yasutora Sado e Yoruichi Shihōin, in una spedizione per liberarla. Giunti alla Soul Society, il gruppo si divide e Orihime si ritrova in compagnia di Uryū. In seguito, Orihime è catturata da Makizō Aramaki, uno Shinigami dell'Undicesima Divisione, ma è liberata subito dopo dal capitano Kenpachi Zaraki. Quando infine Rukia è salvata da Ichigo e il tradimento di Sōsuke Aizen è rivelato, il gruppo ritorna al mondo dei vivi.
Il mondo degli umani comincia ad essere invaso da Arrancar inviati da Aizen. Durante la battaglia contro l'Espada Yammy Rialgo, Tsubaki, la componente offensiva di Shun Shun Rikka, viene distrutto, costringendo Orihime ad assistere agli scontri seguenti senza poter intervenire. Intanto Aizen inizia ad interessarsi alla ragazza e al suo potere. In seguito alla seconda invasione, Orihime fa ripristinare Tsubaki da Hachigen Ushōda e si avvia verso la Soul Society per allenarsi in vista degli scontri imminenti. Nel mentre viaggia tra i due mondi, la ragazza viene intercettata da Ulquiorra Schiffer, che minaccia di uccidere Ichigo e tutti i suoi amici se non lo seguirà a Hueco Mundo al cospetto di Aizen. Orihime cede e, lasciato un ultimo messaggio sul suo diario, si dirige a Las Noches. Prima di partire si reca da Ichigo mentre questi dorme, e sta quasi per baciarlo, ma lei stessa si blocca vedendo quella possibilità come indegna di lei.
Appena arrivata a Las Noches, il quartier generale di Aizen e dei suoi alleati, ad Orihime viene ordinato di dimostrare la sua abilità rigenerando il braccio sinistro di Grimmjow Jaegerjaques, reciso e distrutto da Kaname Tōsen tempo addietro. Dopo aver appreso da Ulquiorra che Ichigo, Uryū, Chad, Rukia e Renji Abarai sono giunti a Hueco Mundo per liberarla, Orihime viene attaccata dalle due Arrancar Loly e Menoly, gelose dalle attenzioni che Aizen le riserva. Grimmjow la salva dalle molestie e la conduce da Ichigo, reduce da una sconfitta contro Ulquiorra, in modo da guarirlo così che l'Espada possa battersi con lui a piena potenza. Dopo lo scontro, il gruppo viene attaccato da Nnoitra Gilga, che viene però ucciso da Kenpachi; Orihime fa in tempo a guarire Ichigo prima di essere catturata da Coyote Stark e posta nella quinta torre di Las Noches sotto la sorveglianza di Ulquiorra. Ichigo si fionda a salvarla e inizia a combattere con l'Espada; sul punto di essere nuovamente sconfitto, il ragazzo trova forza dall'incitamento di Orihime, che gli causa una trasformazione in una forma completa Hollow, che ferisce mortalmente Ulquiorra. Mentre il suo corpo si riduce in cenere, l'Espada chiede a Orihime se ora ha paura di lui, a cui la ragazza risponde negativamente.
Diciassette mesi dopo la sconfitta di Aizen, Orihime viene attaccata dal Fullbringer Shūkurō Tsukishima, il quale, grazie al suo Fullbring che altera le memorie, riesce a far sì che la ragazza lo difenda da Ichigo. In seguito, quando gli Shinigami giungono ad assistere Ichigo nello scontro con i Fullbringer, Tsukishima tenta di alterare ulteriormente i ricordi di Chad e Orihime, i quali vengono portati in salvo e guariti da Kisuke Urahara Nell'ultimo arco narrativo della storia, Orihime si reca insieme ai suoi amici a Hueco Mundo e nella dimensione del Re Spirito per combattere il Vandenreich, un gruppo di Quincy che mirano a distruggere la Soul Society. Quando Ichigo viene sconfitto da Yhwach, Orihime ripara Zangetsu per permettergli di affrontarlo di nuovo, scontro che culminerà con la vittoria di Ichigo. Dieci anni dopo la vittoria di Ichigo, i due sono sposati e hanno un figlio di nome Kazui.

## Descrizione

### Aspetto fisico e personalità
Orihime è una ragazza molto bella, ha un corpo formoso e lunghi capelli ramati. Di indole estremamente buona e gentile, è una ragazza molto dolce e sensibile, apparentemente inadatta ad ogni tipo di combattimento. È molto allegra e solare, e cerca sempre di tirare su gli altri nonostante sia la prima a trovarsi in difficoltà: infatti, dopo la morte del fratello, avvenuta quando lei ancora frequentava le medie, vive da sola. Sotto l'apparenza di una ragazza spensierata e poco intelligente, si trova in realtà una delle studentesse più brave della sua scuola, tanto da essere la terza in ordine di graduatoria per gli esami dell'intera scuola. Tuttavia, malgrado sia molto intelligente, è anche piuttosto sbadata e distratta, ed è caratterizzata da un'immaginazione molto attiva che la rende talvolta bizzarra agli occhi di altri personaggi.
È molto legata a Tatsuki Arisawa, la sua migliore amica, ed è sempre pronta ad aiutare chiunque necessiti del suo aiuto, soprattutto se si tratta di Ichigo Kurosaki, di cui è innamorata. Nella classe, inoltre, è sempre bersaglio delle azioni di Chizuru Honshō, la quale è profondamente innamorata di Orihime essendo lesbica. Orihime è anche bersaglio delle fantasie erotiche di Kon, che la considera la sua dea prediletta. Pur essendo gelosa del rapporto che Ichigo ha con Rukia Kuchiki, Orihime ammira profondamente la Shinigami.

### Poteri e abilità
Il potere di Orihime si chiama Shun Shun Rikka (盾舜六花? lett. "Sei fiori dello scudo di ibiscus") ed è costituito da sei piccole fate che risiedono nel fermacapelli che tiene sempre con sé e che le fu donato dal fratello. Tale oggetto ha la forma di sei petali, da cui prende il nome la tecnica. Le abilità accordate da Shun Shun Rikka sono soprattutto curative e permettono a Orihime di proteggersi e curare, oltre che ad attaccare, a seconda dello spirito invocato. Essi sono: Ayame (あやめ? "Iris"), una ragazza timida capace di guarire insieme a Shun'ō e doppiata da Tomoe Sakuragawa; Shun'ō (舜桜? "Althea"), uno spirito femminile capace di guarire insieme a Ayame e doppiata da Junko Noda; Baigon (梅巌? "Ume"), uno spirito maschile con una maschera che copre parte del suo viso, è capace di creare uno scudo con Hinagiku e Lily ed è doppiato da Kiyoyuki Yanada; Hinagiku (火無菊? "Margherita"), uno spirito con una larga benda che gli copre un occhio e un corno, è capace di creare uno scudo con Baigon e Lily ed è doppiato da Daisuke Kishio; Lily (リリィ? "Giglio"), uno spirito donna con i capelli rosa che ha anche un tatuaggio, è capace di creare uno scudo con Baigon e Hinagiku ed è doppiata da Rie Kugimiya; Tsubaki (椿鬼? "Camelia"), uno spirito maschile molto energico e fiero, è l'unico capace di dirigere un attacco verso il nemico ed è doppiato da Toshiyuki Morikawa.
Inizialmente Orihime deve invocarli con una frase specifica per ogni tecnica, ma con l'allenamento non ne avrà più bisogno. Le sue capacità diventano oggetto delle attenzioni di Sōsuke Aizen, il quale ordinerà il suo rapimento. Si viene così a conoscenza che il potere di Orihime non è semplicemente curativo, ma costituisce un "rifiuto temporale", ovvero è in grado di negare il presente e di ripristinare uno stadio del passato. Le sue tecniche principali sono Santen Kesshun (三天結盾? lett. "Triplo scudo divino"), in cui Hinagiku, Lily e Baigon formano un triangolo creando una barriera capace di respingere ogni cosa che cerchi di infrangerla, e Sōten Kisshun (双天帰盾? lett. "Divino scudo gemello del ritorno"), in cui Ayame e Shun'ō formano un'elisse che copre la parte o la persona da guarire; non importa la gravità della ferita o chi gliel'abbia inferta, questa sarà sempre curata.
Insieme a Sado, sembra percepire lo stato mentale ed emotivo delle persone. In particolare, ha dimostrato in più di un'occasione la capacità di percepire lo stato d’animo di Ichigo Kurosaki, quindi anche i suoi sentimenti di angoscia, delusione e preoccupazione, affliggendosi sinceramente quando vede Ichigo soffrire.

## Accoglienza
Orihime è stata bene accolta dai lettori del manga, apparendo al quinto posto nel primo sondaggio di popolarità dei personaggi di Bleach condotto da Weekly Shōnen Jump, al 12º nel secondo, al 10º nel terzo e all'ottavo nel più recente, sorpassando Izuru Kira di 123 voti Alla prima edizione dei Seiyū Award, nel marzo 2007, Yuki Matsuoka fu candidata alla categoria "miglior attrice non protagonista" per la sua interpretazione di Orihime.
Numerose riviste specializzate hanno espresso apprezzamenti e critiche nei confronti del personaggio di Orihime. Jarred Pine di Mania Entertainment ha apprezzato lo sviluppo di Orihime nel primo volume del manga, dal momento che il suo incontro con il fratello Hollow ha aggiunto spessore al personaggio, elevandolo rispetto alla rappresentazione di "bambola formosa" con cui era stata introdotta Sebbene Carlo Santos di Anime News Network l'abbia trovata stereotipata per via del modo in cui ricorre ai suoi poteri, il critico ha sottolineato che, come altri personaggi della serie, anche Orihime è interessante per via del suo carattere D. F. Smith di IGN si è lamentato delle apparizioni di Orihime nella saga della Soul Society, ritenendo che la maggior parte di loro fossero esclusivamente comiche e molto ripetitive In un sondaggio condotto da Anime News Network, Orihime è stata votata al quarto posto come peggior cuoca degli anime.
Il personaggio di Orihime ha goduto di una popolarità aggiuntiva, anche tra i non appassionati della serie, grazie a Loituma Girl, un breve video in animazione flash di Orihime che ruota in loop una cipolla d'inverno e montato su una sezione skat della versione del quartetto finlandese Loituma della canzone tradizionale Ievan polkka. I cinque fotogrammi sono tratti dal secondo episodio dell'anime.